# Alain Bailhache
Alain Bailhache, né le 27 novembre 1937 à Guéret (Creuse) et mort le 2 février 2025 à Dinard, est un peintre orientaliste français, qui vivait à Dinard.
Dans cette commune d'Ille-et-Vilaine, il possède un atelier et y expose en permanence ses œuvres inspirées de la Bretagne, Paris et Téhéran (Iran).
Diplômé en décoration, il est surtout réputé pour ses peintures et ses illustrations aux influences persanes qui traitent de sujets marins et d'architecture d'intérieur. Peintre sur le motif, il pratique l'acrylique mais utilise principalement la gouache et l'aquarelle sur ses croquis. Il associe les techniques de la perspective, du dessin au trait, d'encrage et de coloriste.
Ses œuvres caractérisées par des couleurs ocre ont été réalisées pendant sa vie d'expatrié en Iran de 1967 à 1981. Après ce séjour oriental, une autre teinte, comme le rouge, le bleu ou le vert, domine chacune de ses périodes et thématiques de création.
Outre ses expositions entre les deux capitales et la région Bretagne, il participe également à la réalisation d'ouvrages d'édition mettant en valeur les patrimoines architecturaux et mobiliers.
Bilingue français-farsi, il contribue directement à l'illustration de plus d'une vingtaine de livres pour la littérature jeunesse en Iran depuis 35 ans. Sa signature mélange la calligraphie nastaliq et l'alphabet latin.
Alain Bailhache est nommé Peintre officiel de la Marine en 1997.

## Biographie
Né le 27 novembre 1937 à Guéret dans la Creuse (Charente), Alain Bailhache devient à 23 ans, décorateur en architecture d'intérieur après quatre années de formation aux Arts décoratifs de Paris (Promotion Maillol). À partir de 1962, il réalise des chantiers de rénovation pour les hôpitaux pendant cinq années à Paris.
En octobre 1967, il se marie à Thérèse d'origine malouine, et part en voyage de noces à Beyrouth (Liban) où il propose ses services. Six mois plus tard, il est recruté comme professeur d'architecture d'intérieur à la Faculté des arts décoratifs de Téhéran (Iran). Là, pendant douze années, il réalise de nombreux chantiers (bibliothèques pour enfants, hôtels de luxe, résidences privées) entre la capitale iranienne Téhéran et Isfahan. Conjointement, il participe à l'illustration de publications pour enfants. Après la révolution iranienne, il réalise 13 voyages professionnels dans ce pays. En 1979, de retour en France avec son épouse, il se fixe à Saint-Malo, en Bretagne où il décide de définitivement se consacrer à la peinture et à l'illustration. Un an plus tard, il dessine pour la société Boissier un calendrier dédié à Paris. Entre 1982 et 1988, il est sollicité pour créer des panneaux décoratifs pour la société McDonald's, à Paris dans le quartier latin. Conjointement, il est invité à exposer, un an plus tard, à l'université d'architecture de Téhéran et aux Beaux Arts d'Isfahan, puis dix années plus tard dans ces mêmes villes iraniennes. Ses collaborations auprès d'éditeurs à Téhéran en tant qu'illustrateur sont régulièrement renouvelées à partir de cette période jusqu'à ce jour.
À 50 ans, un jour où il peint des bateaux sur le port d'Erquy, il sympathise avec l'artiste Serge Marko, secrétaire des Peintres officiels de la Marine. À partir de cette rencontre, la Marine nationale française devient pour Alain Bailhache une nouvelle source d'inspiration. Il intègre le corps des Peintres officiels de la Marine dix ans après. Depuis lors, il participe au rayonnement de cette institution et de ses marins. En 2009, il a notamment dessiné le timbre hommage créé par La Poste, illustrant le porte-hélicoptères Jeanne d'Arc lors de sa dernière escale dans l'archipel de Saint-Pierre-et-Miquelon (ce timbre ayant été vendu à plus de 45 000 exemplaires).

## Récompenses
- Grand prix du Concours de peinture de la Ville de Dinan (1987)
- Lettres de félicitations ministérielles lors des Salons de la Marine à Paris (1988-1990-1992-1995)
- 1er Prix au 40e Salon national des Armées à l'Orangerie du Palais du Luxembourg à Paris (Prix d'inspiration militaire). Prix A.G.PM. (1989)[10]
- Médaille d'or pour les illustrations de livres d'enfants à Téhéran. (1991 à 1993)

## Expositions
La liste des expositions ci-dessous correspond à la participation d'Alain Bailhache à des expositions qui lui sont personnellement dédiées ou des événements collectifs partagés avec d'autres artistes.

### Expositions personnelles
- 1971-1979 : Institut français de Téhéran[12].
- 1972-1978 : Hôtel Hilton et Galerie du ministère des Beaux-Arts à Téhéran.
- 1978-2000 : Galerie-Librairie du Môle à Saint-Malo[13],[14].
- 1982-1984 : Rabat (Maroc).
- 1989 : Université d'architecture de Téhéran et aux Beaux Arts d'Ispahan (Iran).
- 1993 : Galerie classique à Ispahan (Iran).
- 1999 : Téhéran et Ispahan (Iran).
- 2002 : Galerie Rochebonne à Paris.
- 2013 : Invité d'honneur de l'Association Athanor à Guérande (Loire-Atlantique)[15].

### Expositions collectives
- 1968 : Galerie Seihoun à Téhéran
- 1980-1984 : Hôtel Méridien à Paris.
- 1982 : Centre culturel Les Fontaines à Chantilly.
- 1987 : Dinan pour le grand prix du Concours de peinture de la Ville.
- 1988, 1990, 1992, 1995 : Salons de la Marine à Paris.
- 1989 : 40e Salon national des Armées à l'Orangerie du Palais du Luxembourg à Paris.
- 1990 : Galerie des Orfèvres à Paris.

## Publications illustrées

### En Iran
- Ispahan,  l'espace voilé du désir, Éditions Fareng Sara Yassavoli, Téhéran, 1995, Livre d'œuvres. Trilingue anglais, français, persan, 10 000 exemplaires.

#### Livres jeunesse pour le Centre d'édition d’État

##### Éditions (d'État) du Kanoon, Téhéran.
- L'Espoir du chardonneret, texte F. Khérardmand, 1964, 40 000 exemplaires.
- Le Père de neige, texte M. Bartchéban, 1970, 11 tirages, 300 000 exemplaires.
- Le Berger de la mer, texte et illustrations, 1975, 90 000 exemplaires.
- L’Homme étourdi, texte Massoud Achvari, 1992, 40 000 exemplaires.
- Goutte de rosée, texte M. Achouri, 1992, 40 000 exemplaires.
- Le Jeu d'échecs. Texte P. Ahour, 1992-1997, 10 000 exemplaires.
- La Petite Fille et la Fleur de narcisse, texte M. Abadi, 1992, 40 000 exemplaires.
- Le Batelier d'Anahi, texte M. Kachkouli, 1992, 10 000 exemplaires.
- L'Étoile, texte et illustrations, 1997, 40 000 exemplaires.
- Le Lièvre et le Loup, texte M. Rahmandoost, bilingue anglais persan, 1998, 15 000 exemplaires.
- Les Trois Cheveux d'or, texte M. Keymaram, 2000, 12 000 exemplaires.
- Vert et Noir, texte M. Yousséfi, 2001, 5 000 exemplaires.
- L'Eau de source de vie, texte F. Khalatbari, 2001, 5 000 exemplaires.
- Les Deux Amis/Do-Doost, texte et illustrations, bilingue français persan, 2007/2008, 6 000 exemplaires.
- L’Oiseau du printemps, 2013

##### Éditions (privée) Shabaviz, Téhéran (Shabaviz Publishing Company)
- La Huppe, texte P. Saléghi, 2002, exemplaires.
- La Forêt, texte D. Spahi, 2003, 5000 exemplaires.
- Le Meunier et la Sirène, texte M. Keymaram, 2000/2001, 10 000 exemplaires.
- Le Hibou, 2003, 5 000 exemplaires.
- L'Histoire du désert, 1991, 5 000 exemplaires.
- Vert jaune bleu, 2003, 5000 exemplaires.
- Le Chat, texte L. Djafari, 2004, 5 000 exemplaires.
- La Petite Gazelle, texte D. A. Akrami, 2004, 5 000 exemplaires. (Éditeur exceptionnellement primé à la Foire du livre de jeunesse de Bologne en Italie).
- Le Page du marchand, texte M. Chafihi, 2005, 5 000 exemplaires.
- La Montagne de glace, 2013.
- Le Joli Monde de la huppe, 2010[16].
- Le Chat brun, 2010[17].

### En France
- Paris-Bretagne-Iran, itinéraire d'un peintre, Éditions J.P. Birr, livre d'œuvres, 1995, 2000 exemplaires[7].
- Chateaubriand - Terres et Demeures d'outre-temps, Éditions J.P Bihr, textes B. Heudré, 1998.
- Félicité de Lamennais, Éditions J.P.Birh, textes B. Heudré, 2001, 1 500 exemplaires.
- Au pays de Saint-Malo - L'Épopée des Malouinières, Éditions Cristel, textes G. Foucqueron, 2007/2008, 4 700 exemplaires[6],[18].
- Saint-Malo en l’Isle, Éditions Cristel, textes G. Foucqueron, 2011, 4 000 exemplaires.

## Œuvres
- Le Chantier du Jean Bart [10]
- Composition marine - 1993
- Jeune Femme aux tulipes [19]
- Plage au port blanc [19]
- Clair de lune à Saint Briac
- La Plage de Saint Briac [19]
- Sur la Belle-Poule à Rouen [19]
- L’État Major de la Marine [19]
- Cutty Sark
- Jules Verne, Mathias Sandorff [19]
- L'Armada de Rouen
- Le Port du Chatelet à Saint Jacot [19]
- La Réale - 2008 [20]